# 棒ラーメン
棒ラーメン（ぼうラーメン）もしくは棒状ラーメン（ぼうじょうラーメン）は、即席麺の一種。「棒ラーメン」の名称は株式会社マルタイが商標登録している（第2079015号）ため、他のメーカーは「棒状ラーメン」と称しているが、一般には「棒ラーメン」の呼び名が浸透している。発祥地の九州を中心に普及してきたが、近年は関東など全国にメーカーや販路が拡大している。

## 概要

### 麺
麺は、生地を棒状に延ばしたものを、熱風で乾燥させて製造する乾燥麺である。油で揚げないためフライ麺より低カロリーである。油で揚げている袋麺・カップラーメンなどと比べて、あっさりとした味が多く、ちぢれ麺とは異なるツルッとした舌触りをもつ。
麺の外形は、パスタの乾麺のように棒状になっており、ちぢれ麺が主流の袋麺・カップラーメンとは異なり、細麺ストレートを特徴とする。コンパクトかつ軽量なため、登山時の携行食としても好まれている。

## 歴史
1959年から1960年にかけて九州で「棒ラーメン」が相次いで発売された。1959年にサンポー食品が「三宝ラーメン」、マルタイが「即席マルタイラーメン」を発売して人気が広がった。1960年には、原野製麺の「丸はの飛龍即席ラーメン」や江崎製麺の「福島ラーメン」、五木食品の「アベックラーメン」が続いた。

## 製造会社
- 東北地方
  - 城北麺工（山形県）

- 関東地方
  - 麺のスナオシ（茨城県）

- 近畿地方
  - 高尾製粉製麺（兵庫県）
  - 森口製粉製麺（兵庫県）

- 四国地方
  - 岡本製麺（徳島県）
  - 安葉製粉製麺（愛媛県）
  - 万長（愛媛県）

- 九州地方
  - マルタイ（福岡県）
  - 江崎製麺（福岡県）

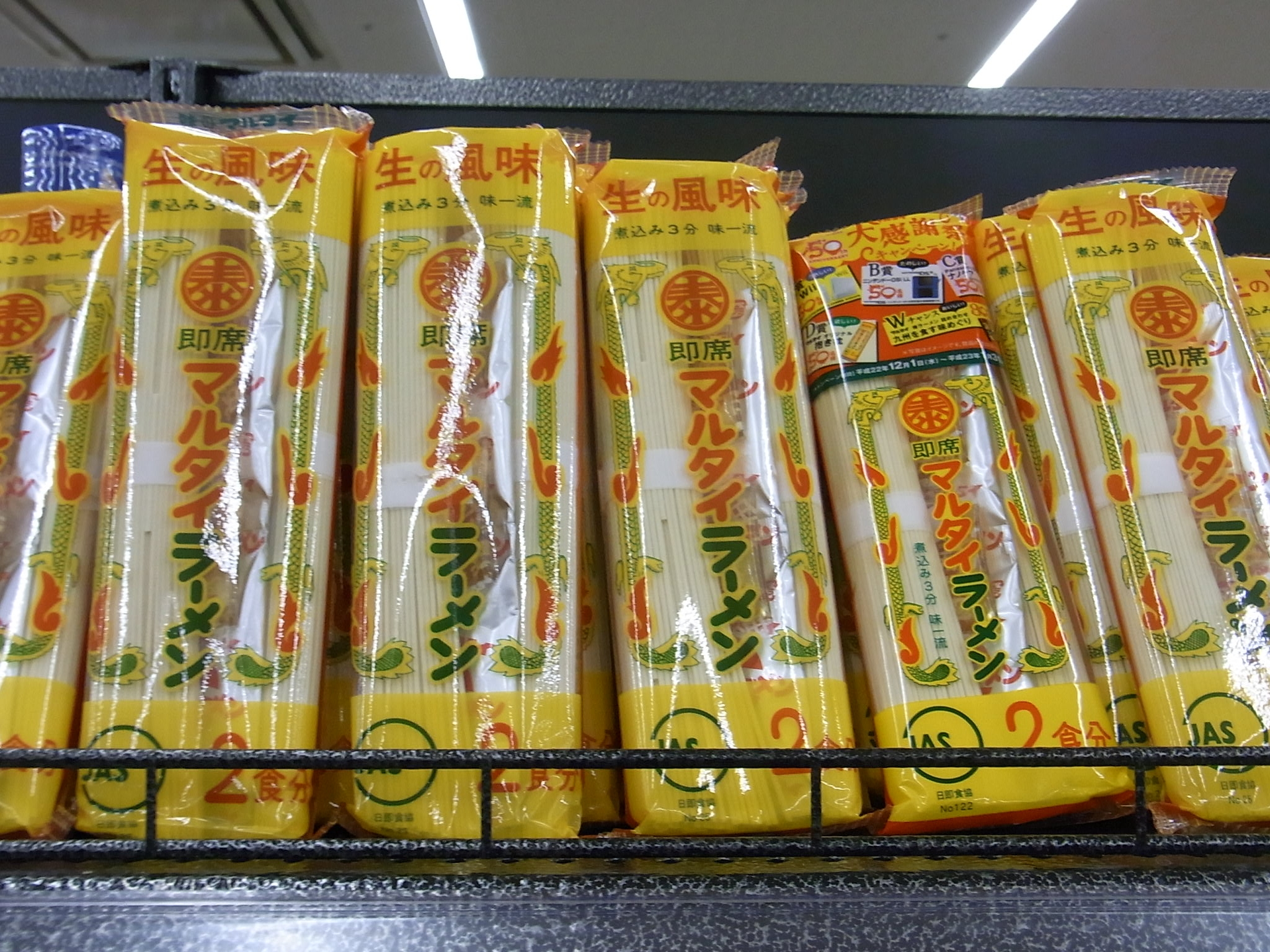
マルタイラーメン

  - 原野製麺（福岡県）※1972年に営業停止
  - サンポー食品（佐賀県）
  - 本村製麺工場（長崎県）
  - 五木食品（熊本県）
  - 日の出製粉（熊本県）
  - ヒガシマル（鹿児島県）